# The Name of the Rose (serie de televisión)
The Name of the Rose (en italiano, Il nome della rosa) es una miniserie de televisión dramática e histórica italo-alemana creada y dirigida por Giacomo Battiato. Se basa en la novela del mismo nombre escrita por Umberto Eco. La serie está protagonizada por John Turturro como Guillermo de Baskerville y Rupert Everett como Bernardo Gui. Fue coproducida por Rai Fiction y Tele München Gruppe.
The Name of the Rose se estrenó el 4 de marzo de 2019 a través de Rai 1. La miniserie se vendió a 132 países y es la segunda serie italiana más vendida al mundo después de Gomorra.

## Argumento
En 1327 en Italia, el fraile franciscano Guillermo de Baskerville, acompañado del joven Adso de Melk, llega a una aislada abadía benedictina para participar en una disputa entre representantes de la Orden Franciscana y el Papado de Aviñón. Tras su llegada a la abadía, ambos se ven involucrados en una cadena de misteriosas muertes.

## Reparto

### Personajes principales
- John Turturro como Guillermo de Baskerville[1]
- Rupert Everett como Bernardo Gui[1]
- Damian Hardung como Adso de Melk[4]
- Fabrizio Bentivoglio como Remigio de Varagine[4]
- Greta Scarano como Margherita / Anna[4]
- Richard Sammel como Malaquias de Hildesheim[4]
- Stefano Fresi como Salvatore[4]
- Roberto Herlitzka como Alinardo de Grottaferrata
- Fausto Maria Sciarappa como Nicola de Morimondo
- Maurizio Lombardi como Berengario de Arundel
- Antonia Fotaras como la chica occitana
- Guglielmo Favilla como Venancio de Salvemec
- Piotr Adamczyk como Severino de Sant'Emmerano[4]
- Tchéky Karyo como el Papa Juan XXII
- Benjamin Stender como Bencio de Uppsala
- Claudio Bigagli como Jeronimo de Caffa
- Corrado Invernizzi como Miguel de Cesena
- Max Malatesta como Aymaro de Alessandria
- Alessio Boni como Dulcino
- Sebastian Koch como el Barón de Neuenberg[4]
- James Cosmo como Jorge de Burgos[4]
- Michael Emerson como el Abad[2]

### Personajes secundarios
- Rinat Khismatouline como Cardenal du Pouget
- Camilla Diana como Bianca
- David Brandon como Hugh de Newcastle
- Nicholas Turturro como Pedro López de Luna, arzobispo de Zaragoza

Peter Davison narra la serie desde el punto de vista del anciano Adso.